# ينس هيغلر
ينس هيجلر (بالألمانية: Jens Hegeler) (مواليد 22 يناير 1988) هو لاعب كرة قدم ألماني ، يلعب حاليًا لنادي هرتا برلين الألماني في مراكز خط الوسط المحوري والهجومي وقلب الدفاع.

## روابط خارجية
- ينس هيغلر على موقع الاتحاد الأوربي (الإنجليزية)
- ينس هيغلر على موقع قاعدة بيانات كرة القدم.إي يو (الإنجليزية)
- ينس هيغلر على موقع بيانات كرة القدم. دي إي (الألمانية)
- ينس هيغلر على موقع Soccerway.com (الإنجليزية)
- ينس هيغلر على موقع عالم كرة القدم.نت (الإنجليزية)
- ينس هيغلر على موقع AS.com (الإسبانية)